# Парламентська асамблея Ради Європи
Парла́ментська асамбле́я Ра́ди Євро́пи, ПАРЄ (англ. Parliamentary Assembly of the Council of Europe, PACE) — один із двох головних статутних органів Ради Європи; консультативний орган, що складається з представників парламентів усіх держав-членів. ПАРЄ є одним із найстаріших у Європі органів міжпарламентської співпраці.

## Склад
Членів ПАРЄ призначають парламенти держав-членів. П'ять найбільших держав представлені в ПАРЄ 18 членами, мінімальне представництво — 2 члени від держави. Національна делегація має включати представників усіх політичних партій, представлених в парламенті, і відповідати вимогам збалансованого представництва чоловіків і жінок. У цілому в ПАРЄ входять 306 членів і 306 «заступників».
У засіданнях беруть участь також 18 спостерігачів — від парламентів Канади, Мексики та Ізраїлю. Аналогічними правами користуються 2 представники турецької громади Кіпру (Північний Кіпр), а формально входять до складу делегації Республіки Кіпр.

## Повноваження
Асамблея приймає резолюції та рекомендації на основі доповідей, що їх готують депутати. Серед важливих повноважень Асамблеї — вибори Генерального секретаря РЄ та його заступника, суддів Європейського суду з прав людини, прийняття висновків щодо кандидатур нових держав-членів, моніторинг виконання ними зобов'язань, взятих при вступі. ПАРЄ приймає висновки на проєкти всіх міжнародних конвенцій, які розробляються в Раді Європи. Крім того, сесії Асамблеї традиційно стають форумами для обговорення актуальних проблем європейської політики, на них регулярно запрошують глав держав і урядів.
Комітет міністрів Ради Європи подає звіт про свою діяльність на кожній сесії Асамблеї. КМРЄ зобов'язаний також давати офіційні відповіді на рекомендації ПАРЄ.

## Структура
Асамблею очолює голова Марія Пейчинович-Бурич (Хорватія), що обирається формально на один рік. На практиці посада голови переходить в порядку ротації від однієї політичної групи (фракції) до іншої кожні 5 років. Асамблея обирає також заступників голови, у наш час[коли?] їх кількість становить 20.
Як і в національних парламентах та Європарламенті, в ПАРЄ працюють фракції, сформовані за політичною орієнтацією їх членів — так звані «політичні групи». Таких існує груп 5: Соціалістична група, Європейська народна партія, Альянс лібералів і демократів, Група європейських демократів і Об'єднані європейські ліві.
Також подібно національним парламентам у ПАРЄ є комісії за напрямками діяльності. Найзначиміші з них — Комісія з політичних питань, Комісія з правових питань та прав людини, Комісія з виконання державами своїх зобов'язань.
Голова ПАРЄ, його заступники, голови політичних груп і комісій складають Бюро Асамблеї. Воно керує роботою Асамблеї шляхом підготовки порядку денного сесій та визначення питань, які заслуговують розробки доповідей.
З 2020 року голова ПАРЄ — депутат парламенту Бельгії Рік Дамс.
24 січня 2022 року президентом Парламентської асамблеї Ради Європи (ПАРЄ) став представник від Нідерландів Тіні Кокс.

## Організація роботи
Пленарні сесії Асамблеї проходять чотири рази на рік і тривають по одному тижню кожна. Крім цього, двічі на рік проходять сесії «Постійної комісії», або «міні-сесії», в яких беруть участь члени Бюро та глави національних делегацій. Постійна комісія має право приймати резолюції та рекомендації за дорученням Асамблеї. Пленарні сесії проходять у штаб-квартирі РЄ в Страсбурзі, сесії Постійної комісії — як правило, в інших країнах на їх запрошення.
Комісії ПАРЄ проводять засідання по кілька разів на рік. Як правило, вони проходять в Парижі або в одній із країн-членів на її запрошення.
Підготовка резолюцій і рекомендацій відбувається наступним чином. Кожен член ПАРЄ, зібравши необхідну кількість підписів інших членів, має право подати пропозицію про розробку доповіді (motion). Якщо Бюро Асамблеї погоджується з тим, що така доповідь необхідна, він доручає його розробку одній або кільком комісіям. Комісія призначає доповідача, який протягом 1—2 років готує доповідь, регулярно доповідаючи комісії про хід роботи. У рамках підготовки доповіді депутат може здійснити ряд ознайомлювальних поїздок, організувати слухання. Остаточна версія доповіді разом з проєктом резолюції та/або рекомендації приймається відповідною комісією, після чого виноситься на пленарну сесію ПАРЄ або на сесію Постійної комісії. У ході сесії допускається подання письмових поправок до проєктів резолюції та/або рекомендації, по кожній із яких проводиться голосування спочатку у відповідальній комісії з тим, щоб визначити її позицію. На пленарному засіданні доповідач представляє свою доповідь, після чого проводяться дебати (із заздалегідь підготовленого списку виступаючих) і голосування по всіх запропонованих поправках і по резолюції та/або рекомендації в цілому. Для прийняття резолюції потрібна проста більшість голосів, рекомендація вимагає більшості в дві третини. Враховуються тільки голоси членів, які взяли участь у голосуванні.
Особливо актуальні питання можуть бути поставлені до порядку денного в рамках «термінових дебатів». Як правило, на кожній сесії проводяться такі дебати на 1—2 теми. За їх підсумками також приймаються резолюції та / або рекомендації. Існує також формат «дебатів по поточних питаннях» — аналог «термінових дебатів», але без прийняття документів.
На сесіях регулярно виступають глави держав і урядів, інші спеціально запрошені гості. Як правило, за цими виступами слідують відповіді на запитання депутатів, що робить такий виступ свого роду звітом того чи іншого національного лідера перед Асамблеєю.

## Національні квоти та представництво країн
Національні квоти в організації (станом на 2019 рік) розподілені наступним чином:
- Британія, Італія, Німеччина, Франція — 18
- Іспанія, Польща, Туреччина, Україна — 12
- Румунія — 10
- Бельгія, Греція, Нідерланди, Португалія, Сербія, Угорщина, Чехія — 7
- Австрія, Азербайджан, Болгарія, Швеція, Швейцарія — 6
- Боснія і Герцеговина, Грузія, Данія, Молдова, Норвегія, Словаччина, Фінляндія, Хорватія — 5
- Албанія, Вірменія, Ірландія, Литва — 4
- Естонія, Ісландія, Кіпр, Латвія, Люксембург, Мальта, Північна Македонія, Чорногорія — 3
- Андорра, Ліхтенштейн, Сан-Марино, Монако — 2

16 квітня 2024 року, за повідомленням пресслужби ПАРЄ, Парламентська асамблея Ради Європи підтримала вступ частково визнаного Косово до своєї  організації. Це рішення підтримала абсолютна більшість депутатів, а саме за вступ Косова до Ради Європи проголосував 171 депутат, проти — 131, ще 29 утрималися.
29 січня Грузія прийняла рішення вийти зі складу ПАРЄ. Про рішення припинити роботу у ПАРЄ очільниця грузинської делегації оголосила за годину після ухвалення асамблеєю рішення про санкції щодо Грузії. Протягом цього часу грузинські депутати не виходили до колег та журналістів, опрацьовуючи позицію.

## Резолюції ПАРЄ стосовно Росії
9 квітня 2014 року ПАРЄ прийняла резолюцію із засудженням дій Росії з «анексії Криму» і критикою російських пропозицій по федералізації України. У зв'язку з денонсацією Росією договорів, укладених в 1997 році з розміщеного в Криму Чорноморського флоту, ПАРЄ закликається до негайного виведення російських військ з Криму. За резолюцію проголосувало 140 депутатів, 32 проти, 9 утрималися. У ПАРЄ також ухвалили рішення з приводу кримського референдуму, який названий таким, що суперечить як кримській, так і українській Конституції. У резолюції результати голосування і приєднання півострова до Росії оголошено «такими, що не мають юридичної сили» і не визнаними Радою Європи. Дії Росії названі «агресією» проти України. За це рішення проголосували 154 депутати, 26 висловилися проти, 14 утрималися.
10 квітня 2014 року ПАРЄ прийняла резолюцію, згідно з якою делегація Російської Федерації, за прийняття Криму до складу Росії, позбавлена права голосу в асамблеї і виключена з усіх керівних органів до кінця року. Документ прийнятий голосами 145 депутатів, 21 виступив проти, 22 утрималися. У текст резолюції було внесено поправку про позбавлення права делегації РФ до кінця року працювати в керівних органах асамблеї — бюро, президентському і постійному комітетах, — а також брати участь в місіях спостерігачів ПАРЄ.
У зв'язку з обранням Надії Савченко депутатом ПАРЄ, на Росію чинився тиск із вимогою звільнити новообраного депутата від України. Делегація Росії на засіданні висунула ультиматум — або Росії повертають право голосу, або вона призупиняє роботу. Оскільки Савченко так і не випустили, то права голосу РФ не повернули, в результаті Росія припинила свою участь в ПАРЄ до кінця року.
24 січня 2019 року ПАРЄ прийняла резолюцію, в якій закликали Росію негайно звільнити заарештованих за звинуваченням у незаконному перетині кордону українських моряків і підтримали ініціативу про направлення групи міжнародних спостерігачів для моніторингу ситуації в Керченській протоці. За ухвалення документа проголосували 103 парламентарі, проти — три, 16 учасників утрималися. У документі Асамблея засудила використання військової сили з боку Росії проти українських військових кораблів і їх екіпажів,… закликала негайно звільнити українських військовослужбовців та забезпечити надання їм необхідної медичної, юридичної та консульської допомоги.
25 червня 2019 року ПАРЄ ухвалила резолюцію, у якій ідеться про те, що право голосувати, виступати і бути представленим в Асамблеї та її органах не можуть бути припинені або вилучені в ході оскарження чи перегляду повноважень. Унаслідок цього російська делегація повертається до ПАРЄ. У процесі голосування 162 голоси було віддано «за», 62 — «проти» та 10 «утрималося». Проти відновлення Росії у ПАРЄ проголосували у повному складі делегації Грузії та України, переважна більшість депутатів від Великої Британії, Естонії, Латвії, Литви, Польщі, Чехії, Албанії, Румунії, Словенії, Словаччини, половина делегації Швеції, а також окремі представники Бельгії, Ліхтенштейну, Нідерландів, Німеччини, Хорватії, Швейцарії.
24 січня 2022 року в Страсбурзі розпочалася зимова сесія Парламентської асамблеї Ради Європи (ПАРЄ). Під час відкриття сесії, коли відбувається процедура перевірки повноважень національних делегацій, Україна і країни неформальної групи Baltic plus — Латвія, Литва, Естонія, Грузія і Польща — оскаржили повноваження Росії в ПАРЄ.
Виключення Росії з Ради Європи
24 лютого російський президент Володимир Путін оголосив про початок вторгнення в Україну. На цьому фоні 15 березня 2022 року Парламентська асамблея Ради Європи одноголосно ухвалила рішення про виключення Росії. За це проголосували 216 делегатів, проти — 0, утрималися троє.
Визнання російського режиму — терористичним
13 жовтня 2022 року ПАРЄ ухвалила резолюцію 2463 (2022) «Подальша ескалація агресії Російської Федерації проти України», у якій, зокрема, зазначається, що російський режим — є терористичним, перебування Росії в Раді безпеки ООН є безпідставним, ПАРЄ підтримує створення міжнародного трибуналу через війну Росії проти України.
Визнання російського Президента — нелігитимним
Під час весняної сесії 2024 року, Парламентська асамблея Ради Європи відмовилася визнавати російського диктатора Володимира Путіна легітимним президентом Росії, — про це йдеться у резолюції ПАРЄ, яка опублікована на сайті організації.

## Резолюція ПАРЄ стосовно вакцинації проти COVID-19
Парламентська Асамблея Ради Європи закликає держави-члени та Європейський Союз утриматися від дискримінації громадян, у зв'язку з тим, що він/вона не був вакцинований.
Після винайдення вченими вакцини проти Covid-19, відбулося 5-е засідання Парламентської Асамблеї Ради Європи, на якому було заслухано звіт Комітету з соціальних питань, охорони здоров'я та сталого розвитку і прийнято Резолюцію № 2361 (2021) «Вакцини проти Covid-19: етичні, юридичні та практичні міркування», основними тезами якої стало:
- п. 7.3.1 забезпечити, щоб громадяни були поінформовані про те, що вакцинація не є обов'язковою і що ніхто не зазнає політичного, соціального чи іншого тиску на вакцинацію, якщо вони цього не хочуть.
- п. 7.3.2 забезпечити, щоб ніхто не піддавався дискримінації у зв'язку з тим, що він/вона не був вакцинований, через можливі ризики для здоров'я або не бажає вакцинуватися;
- п. 7.5.2 використовувати свідоцтва про вакцинацію виключно за призначенням для моніторингу ефективності вакцини, потенціальних побічних ефектів та небажаних явищ.

Водночас Асамблея підтримує позицію Генерального секретаря Організації Об'єднаних Націй про те, що вакцина проти Covid-19 повинна бути глобальним суспільним благом, а імунізація повинна бути доступною скрізь і кожному.